# Californios (cofradía)
Californios es el sobrenombre por el que se conoce a los miembros de la Pontificia, Real e Ilustre Cofradía de Nuestro Padre Jesús en el Doloroso Paso del Prendimiento y Esperanza de la Salvación de las Almas de la ciudad española de Cartagena, fundada en 1747. Es una de las cuatro cofradías que procesionan cada Semana Santa en Cartagena.

## Historia
La Cofradía del Prendimiento se fundó en Cartagena el 13 de junio de 1747, siendo Francisco Zabala su primer Hermano Mayor. Unos años después ya contaba con capilla propia en la iglesia de Santa María y un impresionante patrimonio escultórico salido casi en su totalidad de la gubia de Francisco Salzillo.
Fusionados con la Cofradía de la Esperanza de Madrid, obtienen de ese modo el título de "Real", si bien pocos años más tarde el rey Carlos III ingresa como Hermano de la misma.
La tradición afirma que el sobrenombre de californios se debe al ingreso en la Cofradía al poco de constituirse de unos marineros que se habían enriquecido en el estado estadounidense de California, entonces dependencia del Imperio español. También es lógico pensar que se deba a la comparación entre la riqueza de estos cofrades y la de las mencionadas tierras.

## Patrimonio
Prácticamente todo el patrimonio escultórico de los californios fue quemado en los tristes sucesos del 25 de julio de 1936, al inicio de la guerra civil española. La elección de Mariano Benlliure como artífice de sus más importantes grupos e imágenes marcaría una estética en la cofradía para su reconstrucción tras la guerra.
En los últimos años han apostado por la figura del murciano José Hernández Navarro para las nuevas incorporaciones.
Las imágenes más destacadas son:

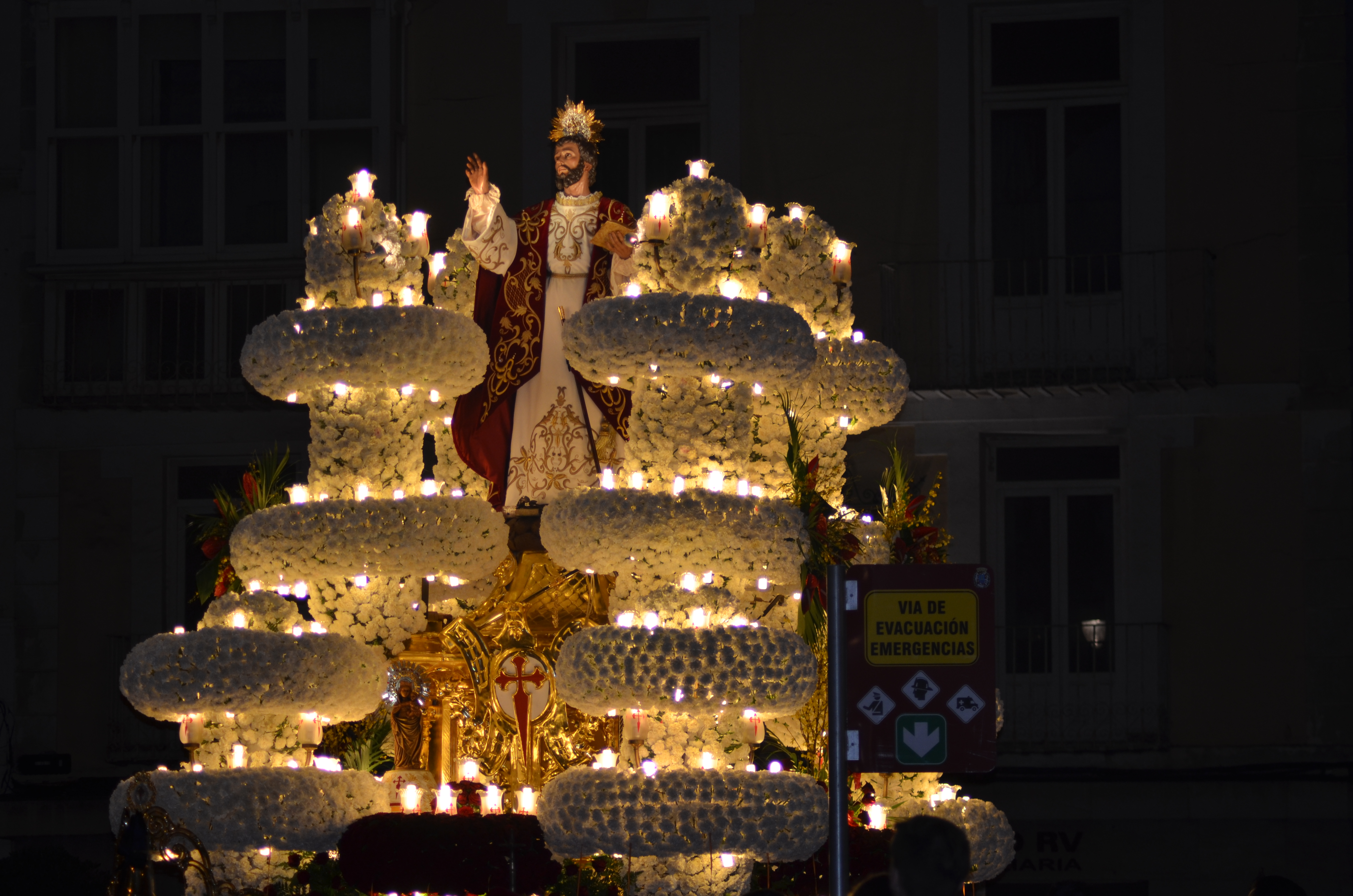
Santiago Apóstol

- Prendimiento (Mariano Benlliure, 1942 y Manuel Juan Carrillo Marco, 1940). Titular de la Cofradía
- Santísima Virgen del Primer Dolor (Mariano Benlliure, 1946)
- San Pedro Apóstol (José Sánchez Lozano, 1940)
- Conversión de la Samaritana (José Sánchez Lozano, 1945)
- San Juan Evangelista (Mariano Benlliure, 1946)
- Santiago (José Sánchez Lozano, 1977)
- Santa Cena (Juan García Talens, 1948)
- Oración del Huerto (Francisco Salzillo, 1761 y José Sánchez Lozano, 1974)
- Ósculo (Beso de Judas) (Francisco Salzillo, 1761 y Mariano Benlliure, 1946)
- Arrepentimiento de San Pedro (José Hernández Navarro, 2004)
- Cristo de la Flagelación (Mariano Benlliure, 1947)
- Coronación de Espinas (Federico Coullaut-Valera, 1963)

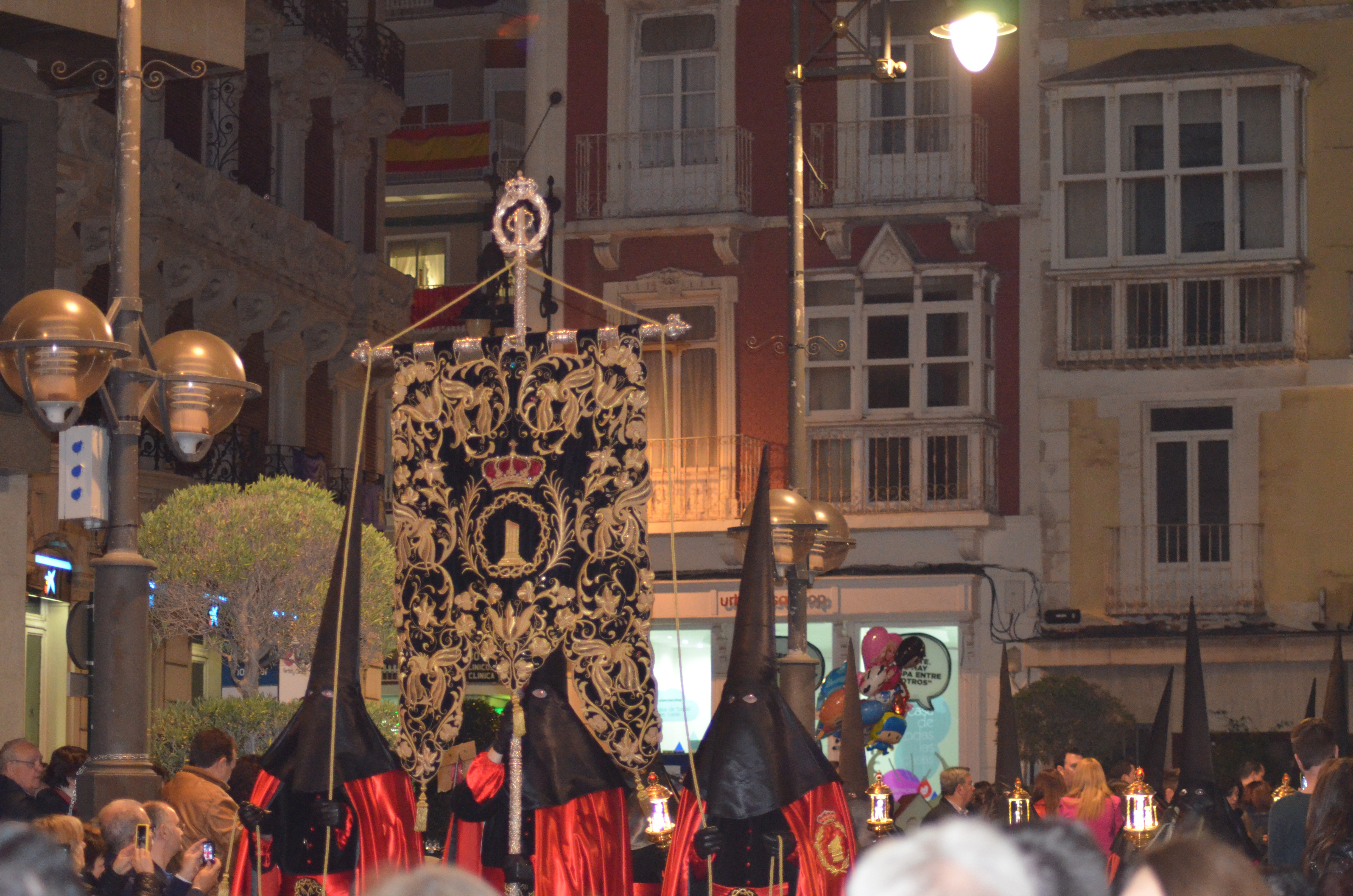
Sudario del Tercio de la Flagelación.

- Cristo de la Misericordia (José Hernández Navarro, 2003)
- Santísima Virgen del Rosario en sus Misterios Dolorosos (José Hernández Navarro, 1983)
- Cristo de los Mineros (Juan García Talens, 1958)
- Jesús camino de Jerusalén. La mala acogida de los Samaritanos (Antonio Labaña Serrano, 1992)
- La Despedida de Jesús de la Santísima Virgen (José Hernández Navarro, 2004)
- Los Milagros de Jesús. La curación del ciego (Juan José Quirós Illán, 1993)
- Ecce Homo (Mariano Benlliure, 1942)
- El Bautismo de Jesús (José Hernández Navarro, 2006)
- Unción de Jesús en Betania (José Hernández Navarro, 2002)
- El Sermón de la montaña (Luis González Rey, 2004)
- La Sentencia de Jesús (José Hernández Navarro, 1991)
- La Elección de los Zebedeos (Juan José Quirós Illán, 2008)
- La Imposición del Primado de San Pedro (José Hernández Navarro, 2007)
- El Juicio de Jesús (José Sánchez Lozano, 1979, 1980)
- La Vuelta del Calvario (José Sánchez Lozano, 1968, 1970)
- Entrada Triunfal de Jesús en Jerusalén (Mariano Benlliure, 1947 y José Sánchez Lozano, 1971)
- Ángel Confortador (José Sánchez Lozano, 1967)
- Virgen de la Esperanza (Enrique Pérez Comendador, 1943)
- Jesús y los niños (José Hernández Navarro, 2004)
- Jesús y María en casa de Lázaro (José Hernández Navarro, 2008)
- El Lavatorio de los pies (Francisco Romero Zafra, Juan Jiménez y Pablo Porras, 2024)

Los grupos que se añadirán próximamente al patrimonio californio son:
- El Arrepentimiento de María Magdalena

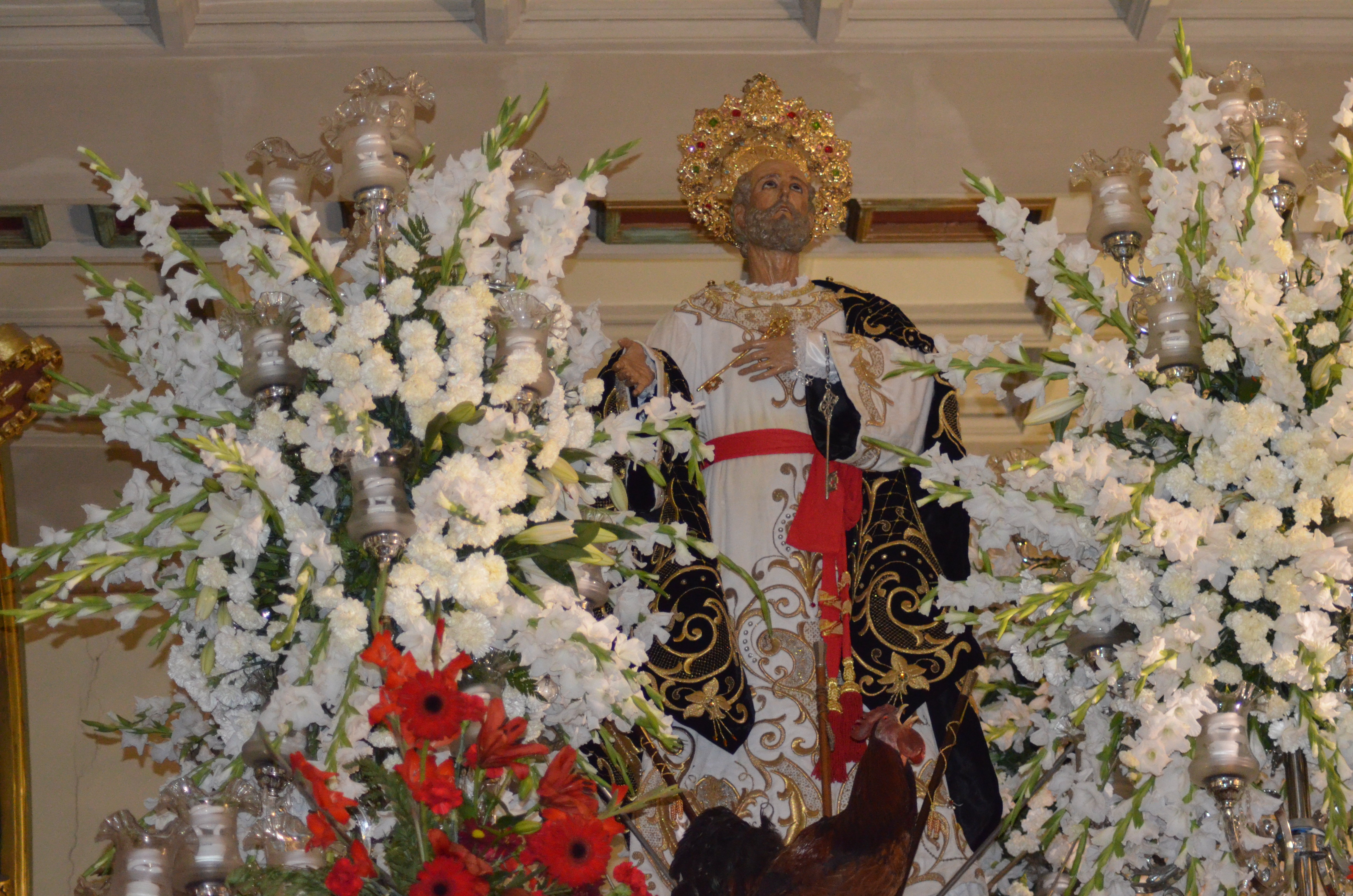
San Pedro

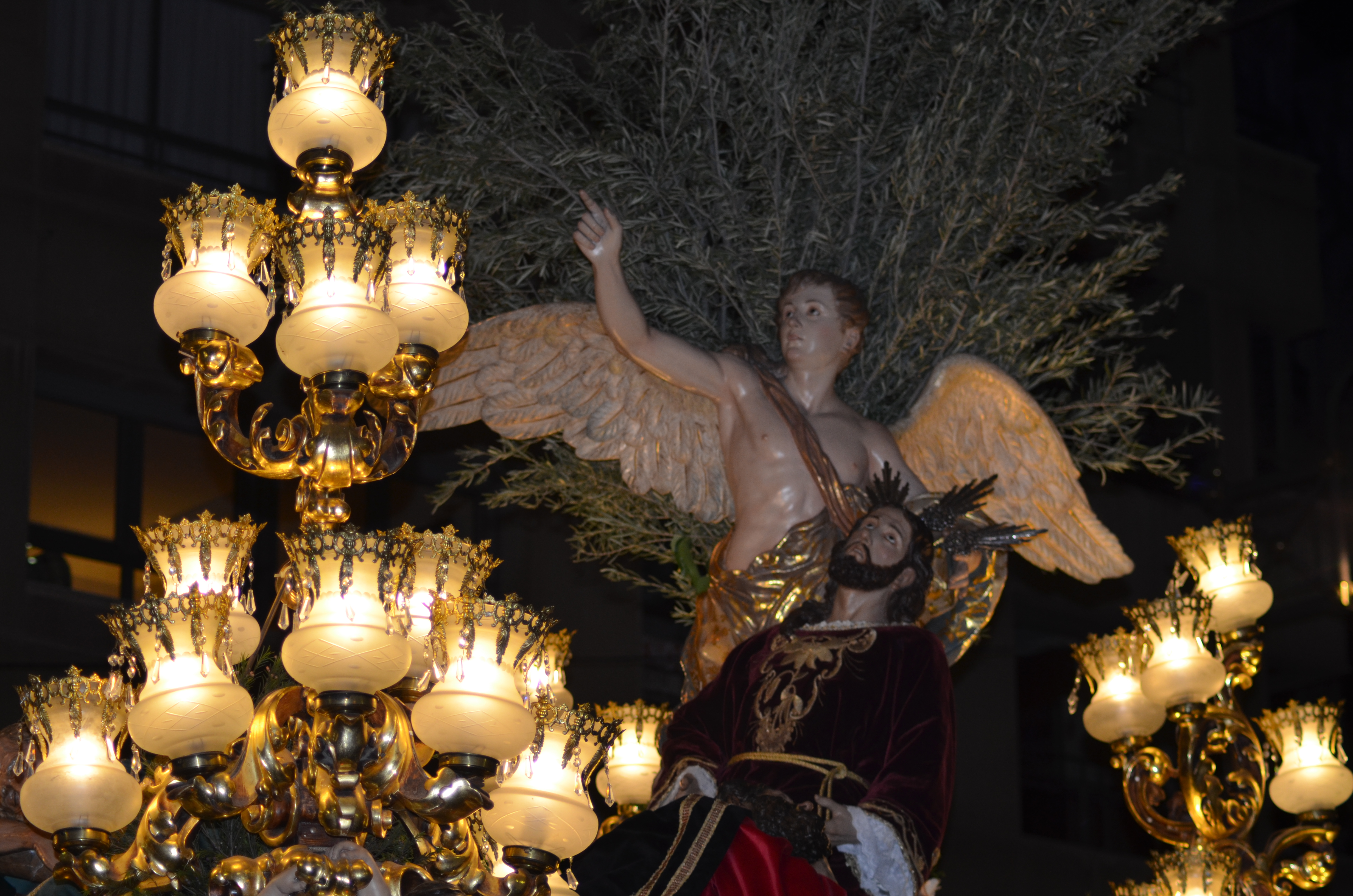
Grupo de la Oración

- Las Bodas de Caná

## Procesiones

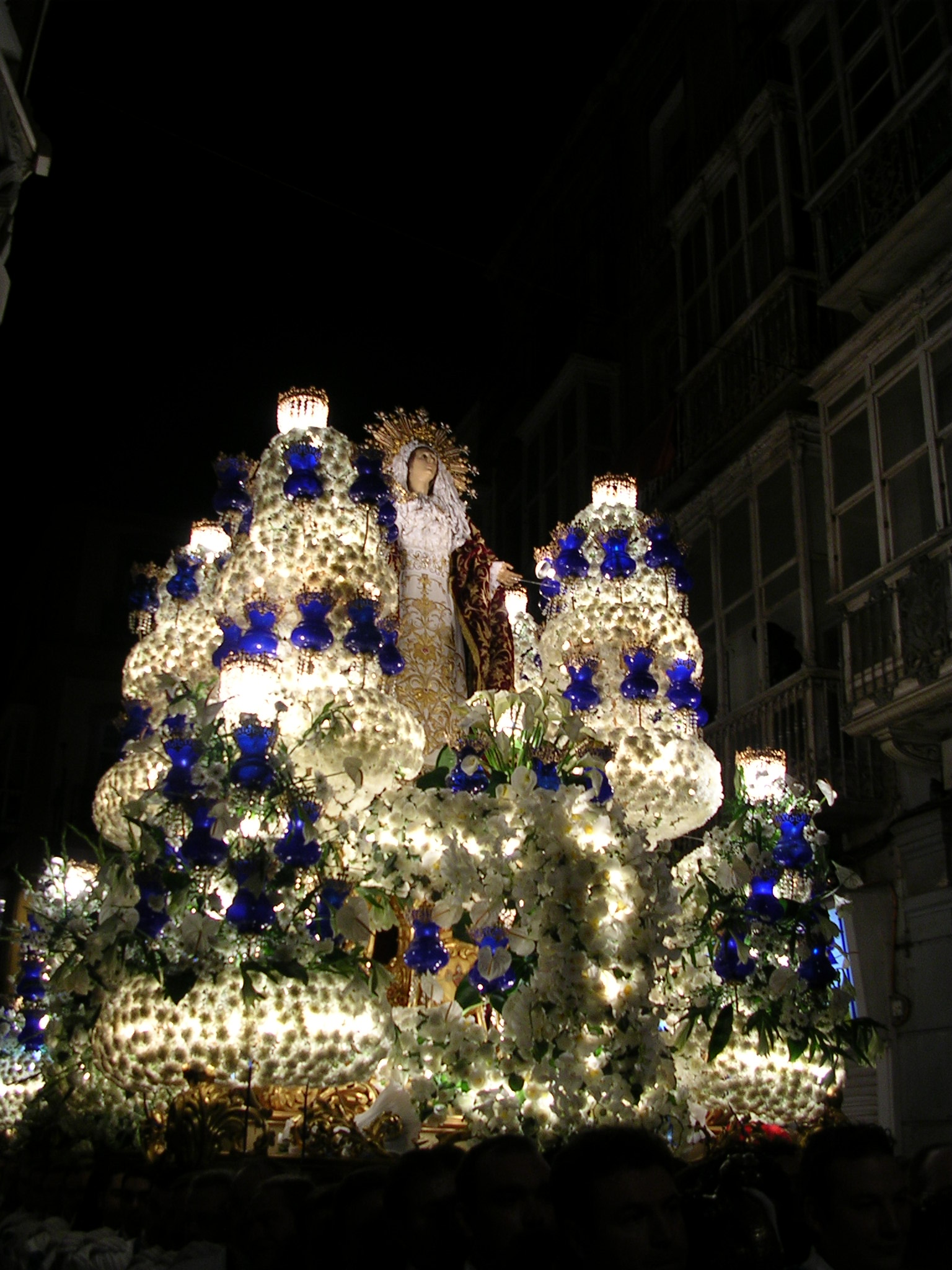
Virgen del Primer Dolor (Benlliure).

La cofradía california organiza cinco procesiones:
- El Viernes de Dolores por la noche procesionan el Cristo de la Misericordia y la Virgen del Rosario.
- La tarde del Domingo de Ramos sale la procesión de las palmas o de la Entrada de Jesús en Jerusalén, una procesión infantil en la que los protagonistas son niños vestidos a la usanza hebrea.
- El Martes Santo se trasladan a la iglesia de Santa María las imágenes de los apóstoles que saldrán al día siguiente en la procesión del Prendimiento, desde los recintos militares con los que mantienen antiguos vínculos.
- La noche del Miércoles Santo, sacan su procesión más antigua, la del Prendimiento, con la mayor parte de su patrimonio escultórico.
- La última procesión california es la del Jueves Santo, cuando sale la del Silencio.

## Símbolos
El escudo californio es una linterna sorda (símbolo del Prendimiento) sobre dos anclas cruzadas, un símbolo de la esperanza motivado por la fusión con la cofradía madrileña de esa advocación en 1755. El escudo va rematado por una corona real.
El color distintivo de la cofradía es el rojo.

## Otros datos de interés
Los cultos principales de esta cofradía tienen lugar al final de la cuaresma y están protagonizados sobre todo por la Salve Grande a la Virgen del Primer Dolor que tiene lugar el miércoles anterior al Miércoles de Pasión.
La cofradía se estructura en quince agrupaciones autónomas.
En julio de 2010 el obispo de Cartagena José Manuel Lorca Planes nombró como Hermano Mayor a Juan Carlos de la Cerra Martínez, situándolo al frente de una gestora que gobernará la cofradía en tanto en cuanto se produce la adaptación a los nuevos estatutos aprobados en esa fecha.